# Silene pindicola
Silene pindicola là loài thực vật có hoa thuộc họ Cẩm chướng. Loài này được Hausskn. miêu tả khoa học đầu tiên năm 1887.